# Communauté de communes des Monts du Lyonnais
La communauté de communes des Monts du Lyonnais est une communauté de communes française, située dans les départements du Rhône et de la Loire en région Auvergne-Rhône-Alpes.

## Historique
La communauté de communes des Monts du Lyonnais naît le 1er janvier 2017, de la fusion de la communauté de communes des Hauts du Lyonnais (CCHL) et de la communauté de communes Chamousset en Lyonnais (CCCL). Elle devait initialement inclure la communauté de communes de Forez en Lyonnais (CCFL) située dans la Loire, dans le cadre du nouveau schéma de coopération intercommunal validé par arrêté préfectoral le 17 mars 2016, mais cette fusion a été abandonnée et la communauté ligérienne est finalement rattachée à la Communauté de communes Forez-Est,.
Le 1er janvier 2018, seulement un an après la fusion, sept des dix communes de l'ancienne communauté de communes de Forez en Lyonnais (Châtelus, Chevières, Grammond, Maringes, Saint-Denis-sur-Coise, Viricelles et Virigneux) rejoignent les Monts du Lyonnais. A cette même date, elle intègre également la commune de Sainte-Catherine venant de la communauté de communes du Pays mornantais.

## Territoire communautaire

### Composition
La communauté de communes est composée des 32 communes suivantes :

| Nom                         | Code Insee | Gentilé            | Superficie (km2) | Population (dernière pop. légale) | Densité (hab./km2) |
| --------------------------- | ---------- | ------------------ | ---------------- | --------------------------------- | ------------------ |
| Pomeys (siège)              | 69155      | Pomeyères          | 13,1             | 1 133 (2022)                      | 86                 |
| Aveize                      | 69014      | Aveizois           | 16,64            | 1 108 (2022)                      | 67                 |
| Brullioles                  | 69030      | Brulliolois        | 12,25            | 823 (2022)                        | 67                 |
| Brussieu                    | 69031      | Brussieurois       | 6,74             | 1 378 (2022)                      | 204                |
| Chambost-Longessaigne       | 69038      | Chambostiens       | 15,44            | 923 (2022)                        | 60                 |
| La Chapelle-sur-Coise       | 69042      | Chapelaires        | 6,58             | 566 (2022)                        | 86                 |
| Châtelus                    | 42055      | Châteludaires      | 2,53             | 135 (2022)                        | 53                 |
| Chevrières                  | 42062      | Chevrotins         | 14,54            | 1 155 (2022)                      | 79                 |
| Coise                       | 69062      | Coisataires        | 9,03             | 794 (2022)                        | 88                 |
| Duerne                      | 69078      | Duernois           | 11,41            | 842 (2022)                        | 74                 |
| Grammond                    | 42102      | Grammoniots        | 8,13             | 885 (2022)                        | 109                |
| Grézieu-le-Marché           | 69095      | Grézollaires       | 11,49            | 831 (2022)                        | 72                 |
| Les Halles                  | 69098      | Hallois            | 3,09             | 481 (2022)                        | 156                |
| Haute-Rivoire               | 69099      | Taravouériens      | 20,29            | 1 425 (2022)                      | 70                 |
| Larajasse                   | 69110      | Jarsaires          | 33,61            | 1 820 (2022)                      | 54                 |
| Longessaigne                | 69120      | Bédouins           | 11,92            | 592 (2022)                        | 50                 |
| Maringes                    | 42138      | Maringeons         | 9,17             | 679 (2022)                        | 74                 |
| Meys                        | 69132      | Meysards           | 14,65            | 855 (2022)                        | 58                 |
| Montromant                  | 69138      | Montromanais       | 10,99            | 447 (2022)                        | 41                 |
| Montrottier                 | 69139      | Montrottois        | 23,1             | 1 393 (2022)                      | 60                 |
| Saint-Clément-les-Places    | 69187      | Saint-Clémentais   | 12,42            | 669 (2022)                        | 54                 |
| Saint-Denis-sur-Coise       | 42216      | Saint-Dounières    | 10,79            | 684 (2022)                        | 63                 |
| Saint-Genis-l'Argentière    | 69203      | Saint-Genois       | 10,65            | 986 (2022)                        | 93                 |
| Saint-Laurent-de-Chamousset | 69220      | Saint-Laurentais   | 17,25            | 1 950 (2022)                      | 113                |
| Saint-Martin-en-Haut        | 69227      | Saint-Martinois    | 38,64            | 3 917 (2022)                      | 101                |
| Saint-Symphorien-sur-Coise  | 69238      | Pelauds            | 4,07             | 3 749 (2022)                      | 921                |
| Sainte-Catherine            | 69184      | Sainte-Catherinois | 13,76            | 981 (2022)                        | 71                 |
| Sainte-Foy-l'Argentière     | 69201      | Fidésiens          | 1,54             | 1 292 (2022)                      | 839                |
| Souzy                       | 69178      | Maniens            | 5,09             | 767 (2022)                        | 151                |
| Villechenève                | 69263      | Milotiens          | 14,15            | 908 (2022)                        | 64                 |
| Viricelles                  | 42335      | Viriciauds         | 2                | 448 (2022)                        | 224                |
| Virigneux                   | 42336      | Virignères         | 11,84            | 621 (2022)                        | 52                 |

### Démographie
| 1968   | 1975   | 1982   | 1990   | 1999   | 2010   | 2015   | 2021   |
| ------ | ------ | ------ | ------ | ------ | ------ | ------ | ------ |
| 24 557 | 23 826 | 24 869 | 26 520 | 28 491 | 33 243 | 34 971 | 35 120 |

## Organisation

### Siège
Le siège de la communauté de communes est situé à Pomeys, au château de Pluvy

### Élus
La communauté de communes est administrée par son conseil communautaire, composé de 44 conseillers communautaires représentant les 32 communes membres.
Ils sont répartis comme suit :
| Nombre de conseillers | Communes                                                                                               |
| --------------------- | --- |
| 4                     | Saint-Martin-en-Haut, Saint-Symphorien-sur-Coise                                                       |
| 2                     | Brussieu, Haute-Rivoire, Larajasse, Montrottier, Sainte-Foy-l'Argentière, Saint-Laurent-de-Chamousset, |
| 1 (+1 suppléant)      | les autres communes                                                                                    |

### Présidence
| Période       | Période                       | Identité     | Étiquette | Qualité |
| ------------- | ----------------------------- | ------------ | --------- | --- |
| janvier 2017, | En cours (au 30 juillet 2020) | Régis Chambe | DVD       | Cadre au sein du groupe Total Maire de Saint-Martin-en-Haut (2001 →) Vice-président de l'ex-CCHL (? → 2016) |

### Compétences
L'intercommunalité exerce les compétences qui lui ont été transférées par les communes membres, dans les conditions fixées par le code général des collectivités territoriales.

### Régime fiscal et budget
La Communauté de communes est un établissement public de coopération intercommunale à fiscalité propre.
Afin de financer l'exercice de ses compétences, l'intercommunalité perçoit la fiscalité professionnelle unique (FPU) – qui a succédé à la taxe professionnelle unique (TPU) – et assure une péréquation de ressources entre les communes résidentielles et celles dotées de zones d'activité.
Elle perçoit également une bonification de la dotation globale de fonctionnement (DGF).